# Грифит ап Элисет ап Гуилог

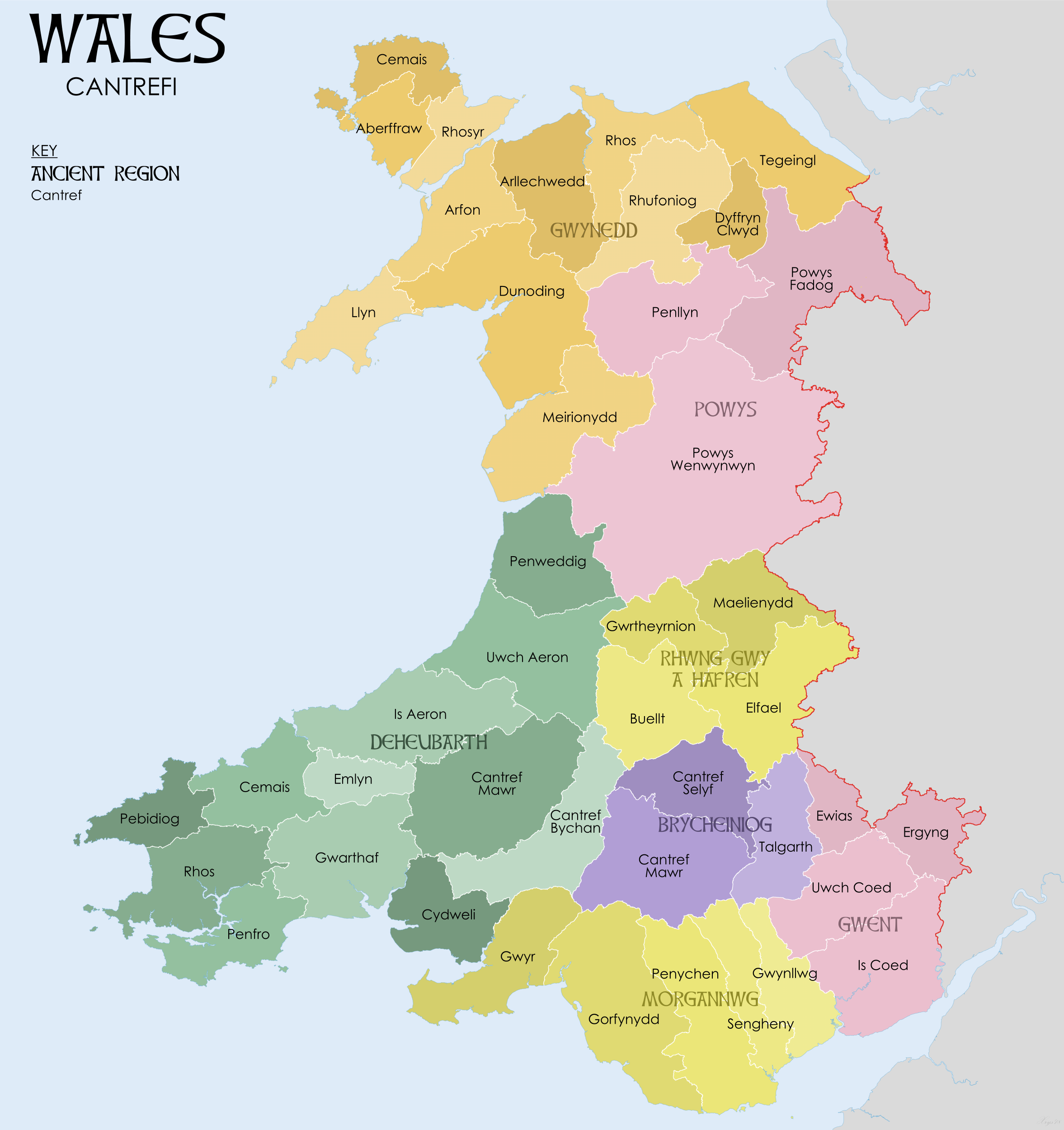
Кантревы Талгарт, Селив и Теудос

Грифид ап Элисед (валл. Gruffudd ap Elisedd; ок. 960 или 1000—1045) — король Брихейниога в первой половине XI века.

## Биография
Грифид был последним правителем единого Брихейниога — сыном и наследником короля Элиседа.
Историк Кэри Монд предполагает, что Брихейниог в то время мог быть под властью и управлением Дехейбарта. Если это так, то территорию Брихейниога контролировал Айдан ап Блегиврид или тот кто победил и убил его — Лливелин ап Сейсилл в 1015, по другим данным в 1018 году. Сам Лливелин пал в битве против ирландцев и наследников Дехейбарта в 1021 или в 1023 году.
После его смерти, правитель Гламоргана ,Ридерх ап Иестин подчиняет себе Дехейбарт. Запись в «Хронике принцев» за этот год сообщает, что Ридерх становится «правителем юга». В 1033 году Ридерх погиб, а об обстоятельствах его смерти известно лишь то, что он был убит ирландцами. Ридерха политические амбиции на господство в южном Уэльсе, перешли по наследству к его сыну — Грифиду. Однако власть в Дехейбарте, а значит, возможно и в Брихейниоге взял Хивел ап Эдвин. Однако в последующие годы обострилась его борьба за власть с сыном Лливелина — Грифидом, в результате которой, последний пришел к власти к 1044 году.
После смерти Грифида ап Элиседа, Брихейниог был разделен на три части между его сыновьями, которые правили как лорды, считавшие короля Англии своим сюзереном. Эйнион получил столицу — Талгарт, Селив — кантрев к северо-западу от Талгарта, а Теудос — Кантрев Маур, что к юго-западу от Талгарта, который был переименован в честь него.